# 楊再興
楊 再興（よう さいこう、1104年 - 1140年）は、南宋の武将。武岡軍武岡県崀山の出身。金と戦った民族英雄的な側面から、死後、京劇の素材などに使われている。

## 生涯
幼いころに父をなくしてしまうが、武術に優れていた。初めは道州の盗賊の曹成の部下であった。紹興2年（1132年）には、曹成を鎮圧にやってきた上梧関に岳飛の部将の韓順夫と岳飛の弟の岳翻を討ち取るという活躍をしている。だが、最終的には岳飛に降る。このとき、岳飛は楊再興を殺さず、以後は国に尽くせと命じたので、楊再興は岳家軍の武将となる。
紹興10年（1140年）、楊再興は300騎を率いて移動中、小商橋（現在の河南省漯河市臨潁県）で12万の金軍と遭遇してしまう。衆寡敵せず、楊再興らの部隊は全滅してしまうが、楊再興らは2千もの金兵を殺害。最終的に楊再興自身は、大量の矢を浴びせられて、壮絶な戦死を遂げた。そのため、楊再興の遺体を火葬にした際、2升もの鏃が出てきたという。

## フィクション
金庸の武俠小説『射鵰英雄伝』に登場する楊鉄心・楊康、同じく『神鵰剣俠』に登場する楊過の先祖という設定である。

## 伝説上の活躍
京劇などで活躍し、「小商河」など楊再興を主人公とした物語も存在する。
また『説岳全伝』などでは、『楊家将演義』などに登場する楊業の子孫を名乗っている。だが、史書などを見れば楊再興が楊業らの子孫であったという記述は特にない。